# Tosontsengel, Khövsgöl
Tosontsengel (tiếng Mông Cổ: Тосонцэнгэл) là một sum của tỉnh Khövsgöl ở miền bắc Mông Cổ. Vào năm 2009, dân số của sum là 4.144 người.

## Lịch sử
Sum Tosontsengel được thành lập, cùng với toàn tỉnh Khövsgöl, vào năm 1931. Năm 1933, nó có khoảng 3.100 cư dân trong 842 hộ gia đình, cùng với khoảng 99.000 đầu gia súc. Đến năm 1956, negdel địa phương Ardyn Zorig (sự dũng cảm của nhân dân) được thành lập.

## Địa lý
Sum có diện tích khoảng 2.050 km², 1.800 km² trong đó là đồng cỏ, và 11 km² là đất nông nghiệp. Trung tâm sum, Tsengel (tiếng Mông Cổ: Цэнгэл), nằm cách tỉnh lị Mörön 64 km về phía đông nam, và cách thủ đô Ulaanbaatar 607 km.

## Kinh tế
Năm 2004, có khoảng 137.000 đầu gia súc, trong đó có 57.000 con cừu, 64.000 con dê, 8.800 bò nhà và bò yak, 7.200 con ngựa và 33 con lạc đà.